# Sigara modesta
Sigara modesta är en insektsart som först beskrevs av Abbott 1916.  Sigara modesta ingår i släktet Sigara och familjen buksimmare. Inga underarter finns listade i Catalogue of Life.